# Ayesha Leti-I'iga
Ayesha Asolupe Leti-I'iga (Tauranga, 3 gennaio 1999) è una rugbista a 15 neozelandese, tre quarti ala di Wellington e campionessa mondiale nel 2022.

## Biografia
Rimasta orfana nel 2009 a causa di un incidente stradale nel quale sua madre perse la vita a soli 35 anni, Ayesha Leti-I'iga crebbe con i suoi nonni materni e a 16 anni esordì con la prima squadra provinciale di Wellington.
Grazie alle sue doti di velocità, si impose subito come prolifica marcatrice fino a far registrare numerosi primati nel campionato provinciale femminile: oltre a quello di 51 mete in 38 gare di campionato, vanta anche quello di maggior numero di mete realizzate in un singolo incontro (5 nel 2019) e di quelle realizzate in una singola stagione (12, ancora nel 2019).
A novembre 2018 debuttò in nazionale al Soldier Field di Chicago contro gli Stati Uniti, e da allora è divenuta presenza costante in squadra.
Nel 2022 ha firmato un contratto professionistico con la squadra femminile degli Hurricanes che milita in Super Rugby Aupiki e ha ricevuto la convocazione per la Coppa del Mondo di rugby femminile 2021, in programma con un anno di ritardo per via della pandemia di COVID-19; subentrata dalla panchina in sostituzione di Portia Woodman nella gara di finale contro l'Inghilterra si è resa autrice di due mete, l'ultima delle quali, a dieci minuti dalla fine, decisiva per la vittoria finale e la conquista del sesto titolo per le Black Ferns.
Per il 2023 è stata confermata nella squadra delle Hurricanes Poua.
Fuori dall'attività agonistica, Leti-I'iga è dipendente in aspettativa del ministero neozelandese per lo sviluppo sociale, avendo firmato un contratto professionistico con la federazione.

## Palmarès
- Coppe del mondo: 1
Nuova Zelanda: 2021